# Otok Susak
Otok Susak este o arie protejată (sit de importanță comunitară — SCI) din Croația întinsă pe o suprafață de 363,55 ha, integral pe uscat.

## Localizare
Centrul sitului Otok Susak este situat la coordonatele 44°30′35″N 14°18′09″E / 44.509815°N 14.302485°E.

## Înființare
Situl Otok Susak a fost declarat sit de importanță comunitară în iulie 2013 pentru a proteja un număr necunoscut de specii din flora spontană și fauna sălbatică aflate în arealul zonei.

## Biodiversitate
Situată în ecoregiunea mediteraneană, aria protejată conține 1 habitat natural: Pseudostepă cu ierburi și specii anuale de Thero-Brachypodietea.
La baza desemnării sitului se află un număr nedeclarat de specii protejate.